# House of Lies
House of Lies is een Amerikaanse comedyserie ontwikkeld door Matthew Carnahan. De serie ging in première op 8 januari 2012 op Showtime en is gebaseerd op het boek House of Lies: How Management Consultants Steal Your Watch and Then Tell You the Time, geschreven door Martin Kihn, een voormalig consultant bij het adviesbureau Booz Allen Hamilton. De serie volgt een groep managementconsultants die voor niets terugdeinzen om zakelijke deals te sluiten. Op 17 mei 2016 annuleerde Showtime de serie na vijf seizoenen, met de laatste uitzending van 12 juni 2016.

## Verhaal
De show richt zich op zowel het persoonlijke als het zakelijke leven van Marty Kaan, een manipulatieve, immorele, gedreven en kille managementconsultant.
Oorspronkelijk was Marty een zeer succesvolle partner bij adviesbureau Galweather Stearn, waar hij leiding gaf aan een pod bestaande uit engagementmanager Jeannie van der Hooven en medewerkers Clyde Oberholt en Doug Guggenheim. Later verlaat hij deze functie om zijn eigen bedrijf, Kaan & Associates, te leiden.
Naast de twijfelachtige zakelijke praktijken van Marty en zijn team, richt de serie zich ook op Marty's persoonlijke leven. Hij heeft te maken met zijn onaangename managementadviseur ex-vrouw Monica, zijn gepensioneerde psychiater-vader Jeremiah en zijn zelfverzekerde flamboyante zoon Roscoe. De hoofdpersoon, Marty, breekt vaak de vierde muur; hij praat met de kijkers in een stilstaand beeld waarin hij alleen beweegt en de anderen op de achtergrond 'bevriezen' maar verder gaan waar ze gebleven waren. Als alternatief praat hij met het publiek terwijl iedereen beweegt, maar de anderen lijken zich niet bewust te zijn van het feit dat hij een monoloog voert.

## Rolverdeling
| Acteur            | Personage              |
| ----------------- | ---------------------- |
| Don Cheadle       | Marty Kaan             |
| Kristen Bell      | Jeannie Van Der Hooven |
| Ben Schwartz      | Clyde Oberholt         |
| Josh Lawson       | Doug Guggenheim        |
| Donis Leonard Jr. | Roscoe Kaan            |
| Glynn Turman      | Jeremiah Kaan          |
| Dawn Olivieri     | Monica Talbot          |

## Prijzen en nominaties
House of Lies won 6 prijzen en ontving 33 nominaties, waarvan de belangrijkste:
| Prijs                 | Jaar | Categorie                                                                    | Genomineerde(n) | Uitslag     |
| --------------------- | ---- | ---------------------------------------------------------------------------- | --- | ----------- |
| Golden Globes         | 2013 | Beste prestaties door een acteur in een televisieserie - comedy of musical   | Don Cheadle | Gewonnen    |
| Golden Globes         | 2014 | Beste prestaties door een acteur in een televisieserie - comedy of musical   | Don Cheadle | Genomineerd |
| Golden Globes         | 2015 | Beste prestaties door een acteur in een televisieserie - comedy of musical   | Don Cheadle | Genomineerd |
| Primetime Emmy Awards | 2012 | Uitstekende hoofdrolspeler in een comedyserie                                | Don Cheadle (voor het spelen van "Marty Kaan") | Genomineerd |
| Primetime Emmy Awards | 2013 | Uitstekende hoofdrolspeler in een comedyserie                                | Don Cheadle (voor het spelen van "Marty Kaan") | Genomineerd |
| Primetime Emmy Awards | 2014 | Uitstekende hoofdrolspeler in een comedyserie                                | Don Cheadle (voor het spelen van "Marty Kaan") | Genomineerd |
| Primetime Emmy Awards | 2014 | Uitstekende Art Direction voor een hedendaags programma (half uur of minder) | Ray Yamagata (productieontwerper), Chikako Suzuki (artdirector) en Timothy Stepeck (setdecorateur) (voor afleveringen: "Wreckage", "Middlegame" en "Zhang") | Gewonnen    |
| Primetime Emmy Awards | 2015 | Uitstekende hoofdrolspeler in een comedyserie                                | Don Cheadle (voor het spelen van "Marty Kaan") | Genomineerd |